# Wappen von Świętochłowice
Das Wappen der Stadt Świętochłowice (Schwientochlowitz) besteht aus drei Feldern und geht ins 20. Jahrhundert zurück.

## Beschreibung
Heraldisch rechts zeigt es den halben oberschlesischen Adler auf blauem Grund. Heraldisch links befinden sich Schlägel und Eisen auf rotem Grund als Symbole für den Bergbau. Unter dem Bergmannssymbol befindet sich ein Zahnrad. Sie weisen auf den industriellen Charakter der Stadt hin.
Das frühere Wappen von Schwientochlowitz zeigte den heiligen Antonius von Padua auf blauem Grund. Der heilige Antonius trägt auf dem linken Arm das Jesuskind, in beiden Händen die Bibel und auf dem rechten Arm eine Lilie. Das Jesuskind und die Lilie sind Attribute des Heiligen.

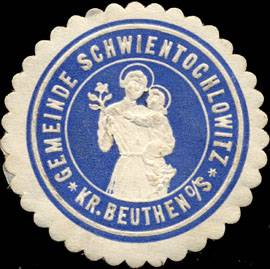
Altes Siegel
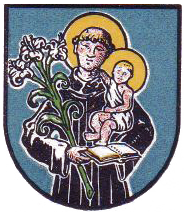
Das frühere Wappen
Heutige Stadtflagge